# Famille Petheő
 (août 2024).
 Petheő de Gerse (en hongrois : gersei Petheő) est le patronyme d'une ancienne famille de la noblesse hongroise.

## Origines
La famille Petheő a une origine commune avec la famille Nádasdy et remonte au XIVe siècle. 

## Membres notables
- György Petheő (décédé à Nikópolis en 1396), alispán de Bars. Frère du suivant.
- Tamás Petheő(† vers 1430), alispán de Abaúj. Frère du suivant.
- János (I) Petheő  (†1424), főispán des comtés de Zala et Vas.
- Péter (II) Petheő,  főispán de Vas (fl. 1438).
- László (I) Petheő († vers 1455),  főispán de Zala (fl. 1438). Fils du précédent et frère du suivant.
- Miklós Petheő  († vers 1500), Grand échanson de Hongrie.
- János (II) Petheő, maître de la Cour (kir. udvarmester) du roi Ladislas II (1505).
- János Petheő († vers 1521), Maître des Portes.
- János (III) Petheő (1525-1478), főispán de Sopron et Grand échanson. Il est gratifié du titre de baron le 7 avril 1549. Petit-fils du précédent.
- Zsigmond Petheő (1622-1675), főispán de Zemplén, Grand capitaine (főkapitány), il est créé comte le 21 avril 1666.
- baron Ferenc (III) Petheő, évêque de Jászó (1622).

## Galerie

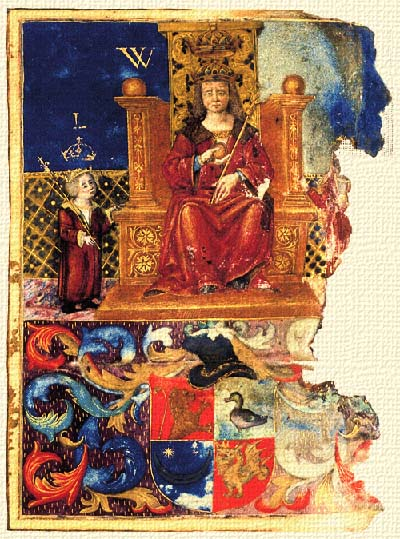
Blason donné à János II Petheő par le roi Ladislas II
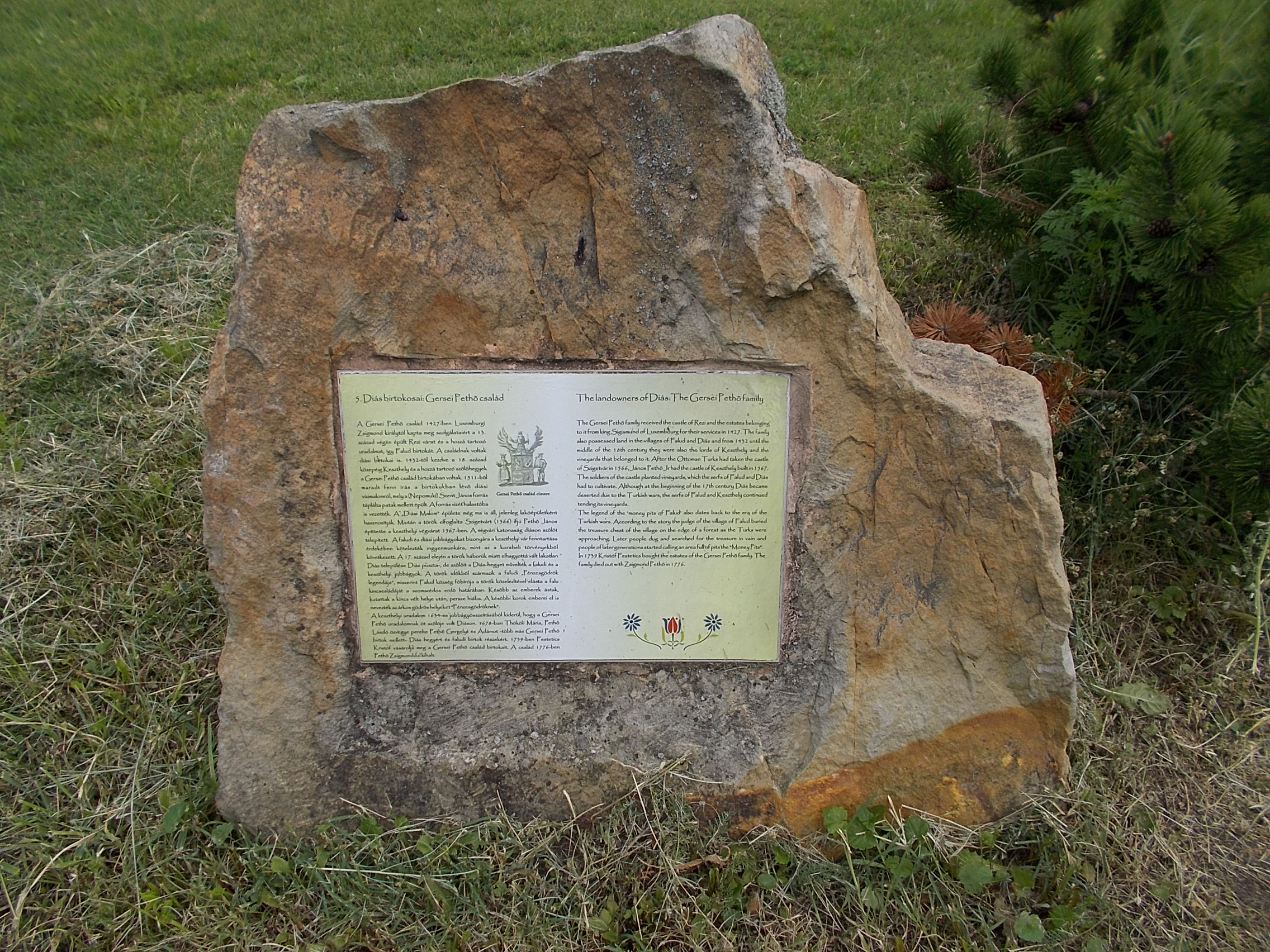
Plaque commémorative dans le parc hongrois de Gyenesdiás

### Sources
- A Pallas nagy lexikona (lire en ligne)
- Iván Nagy. Magyarország családai, 1857-1868, Pest (lire en ligne)